# 殷齊賢
殷齊賢，字欲恩，贵州贵阳人，清朝政治人物、同進士出身。
嘉慶十九年（1814年）甲戌科進士，三甲二十三名，后事不详。